# Eurytromma
Eurytromma is een geslacht van hooiwagens uit de familie Podoctidae.
De wetenschappelijke naam Eurytromma is voor het eerst geldig gepubliceerd door Roewer in 1949. 

## Soorten
Eurytromma is monotypisch en omvat slechts de volgende soort:
- Eurytromma pictulum (Pocock, 1903)